# Lista dróg w Terytorium Północnym

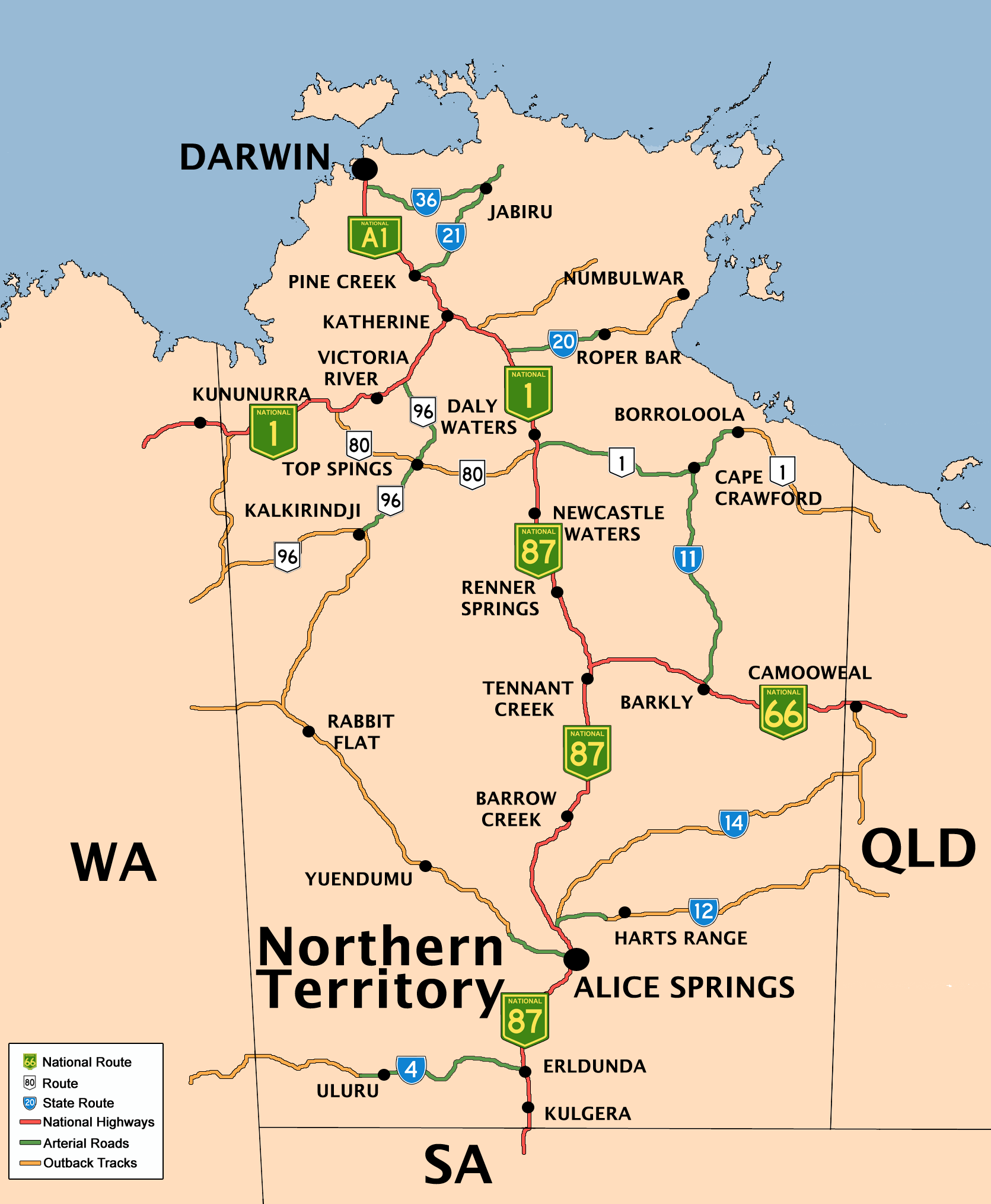
Mapa dróg w Terytorium Północnym

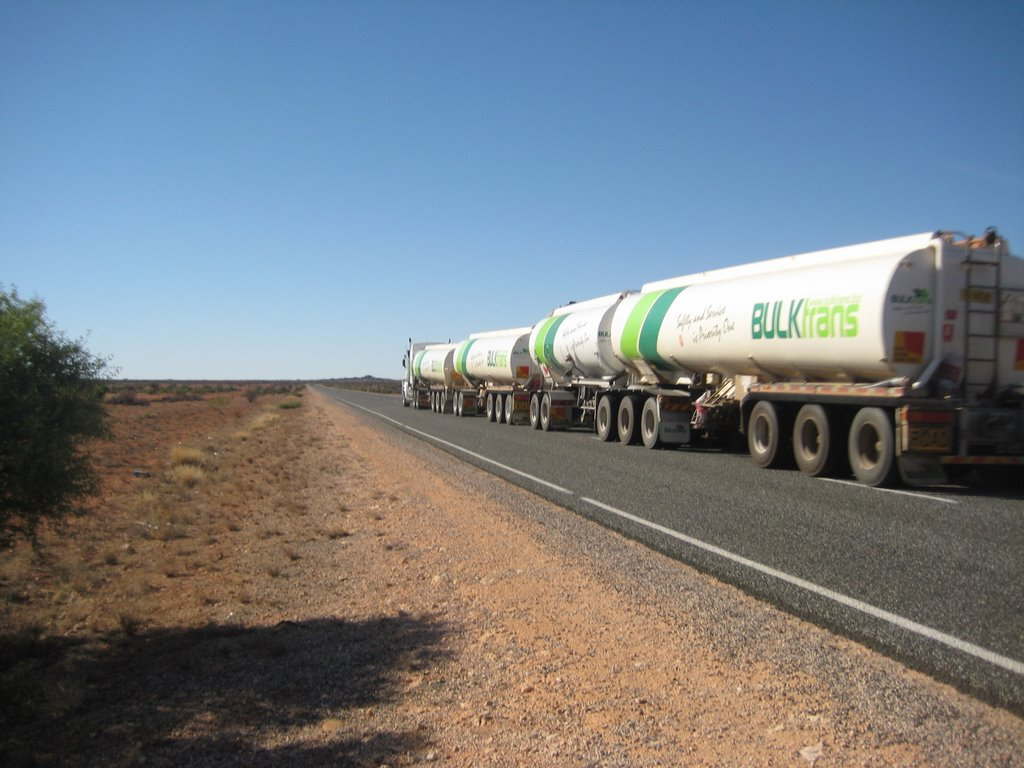
Stuart Highway

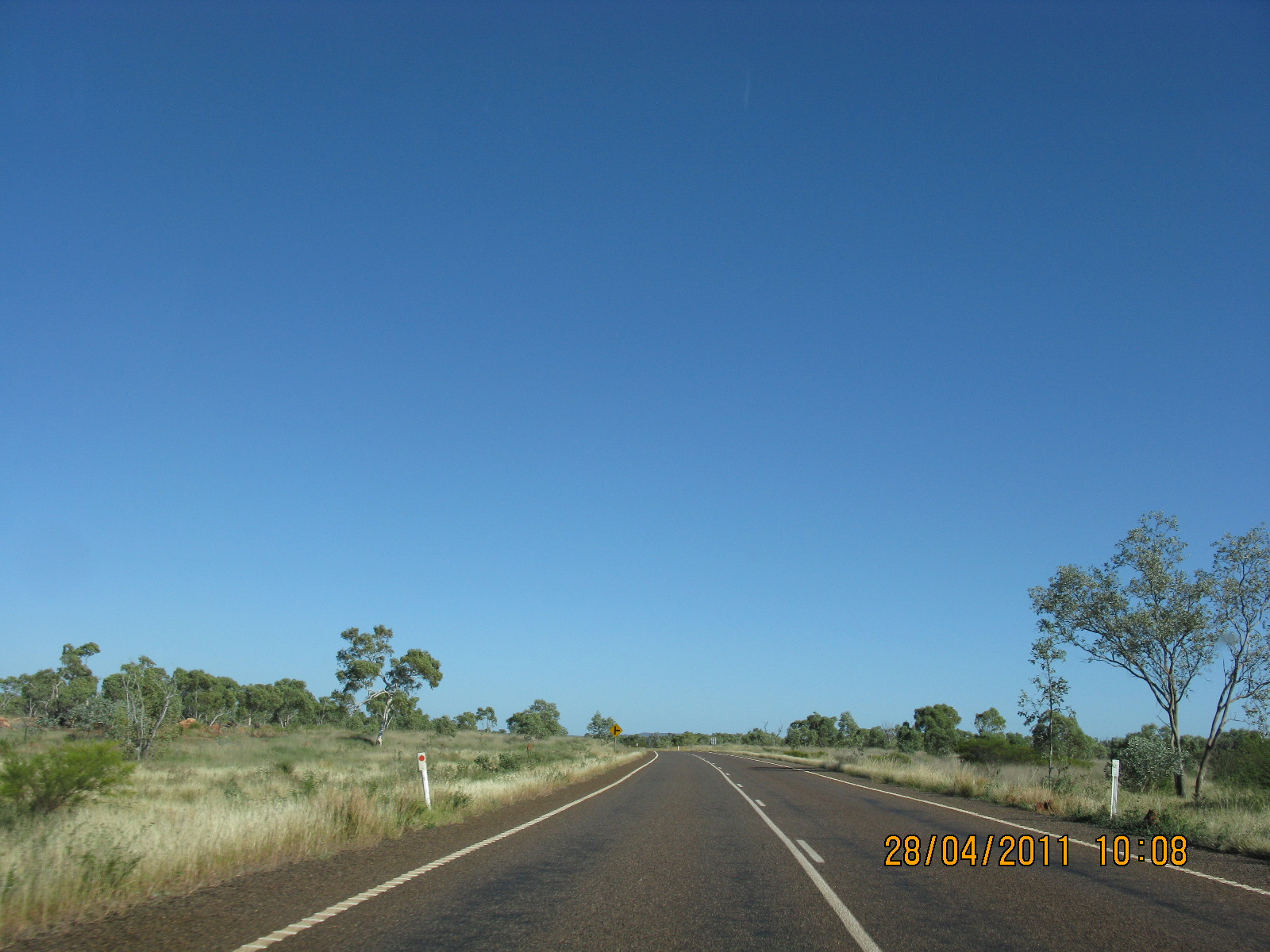
Barkly Highway

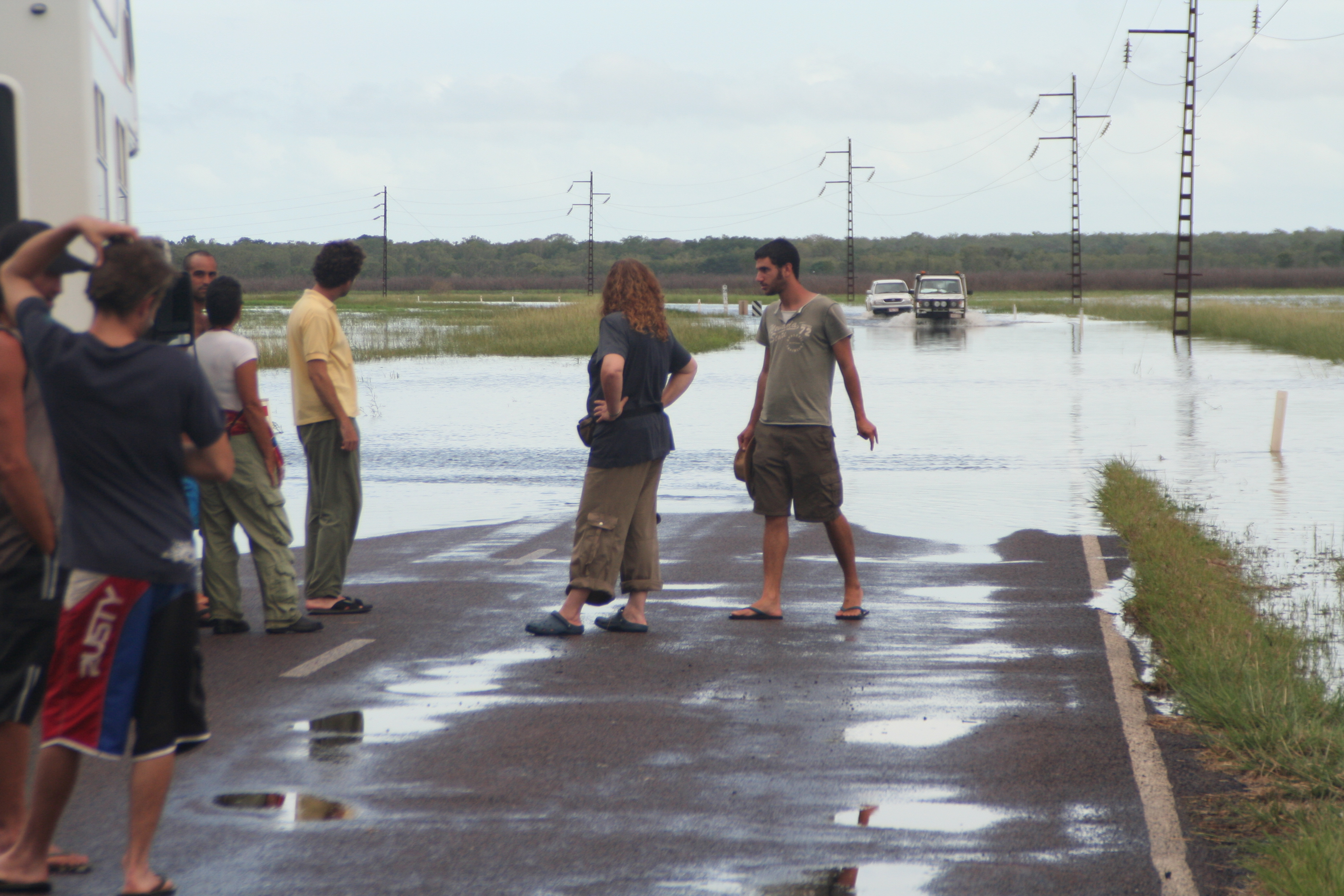
Arnhem Highway

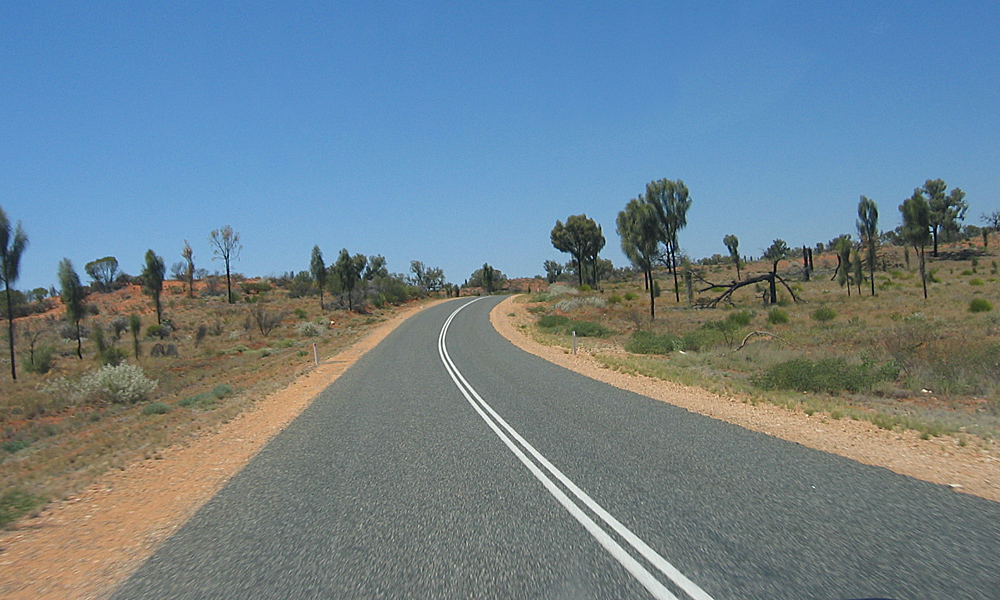
Luritja Road

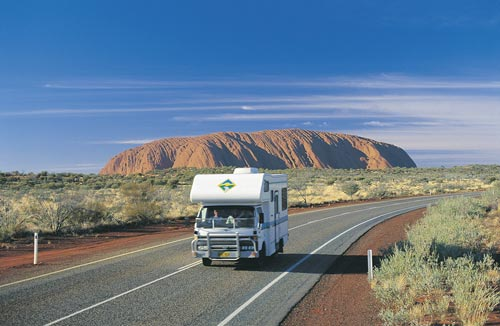
Lasseter Highway

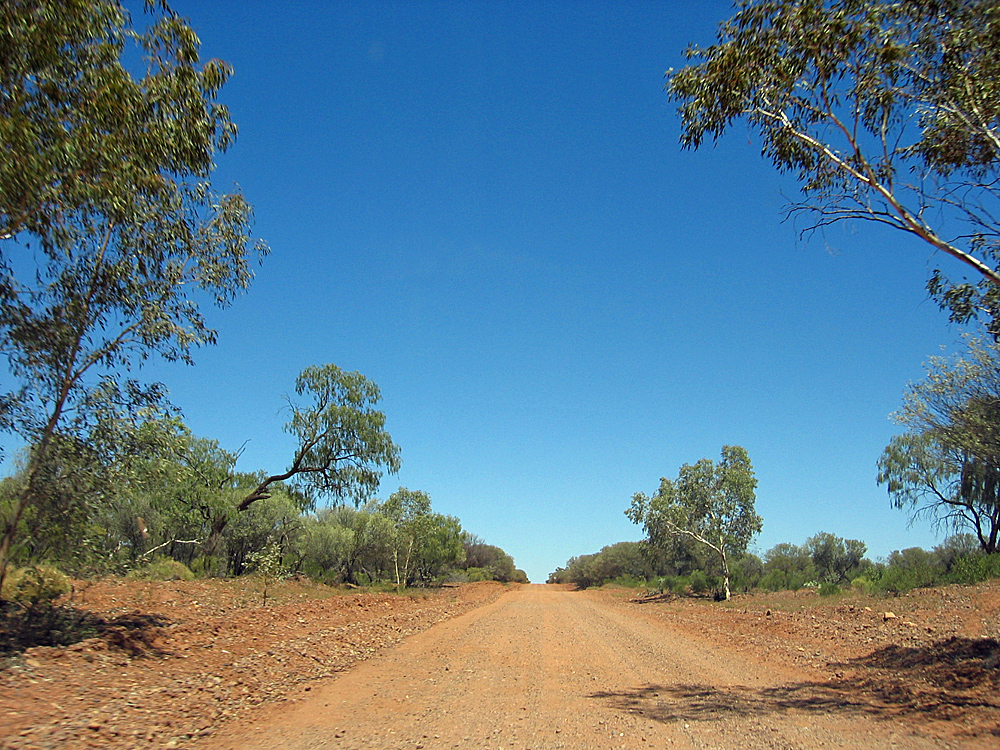
Namatjira Drive

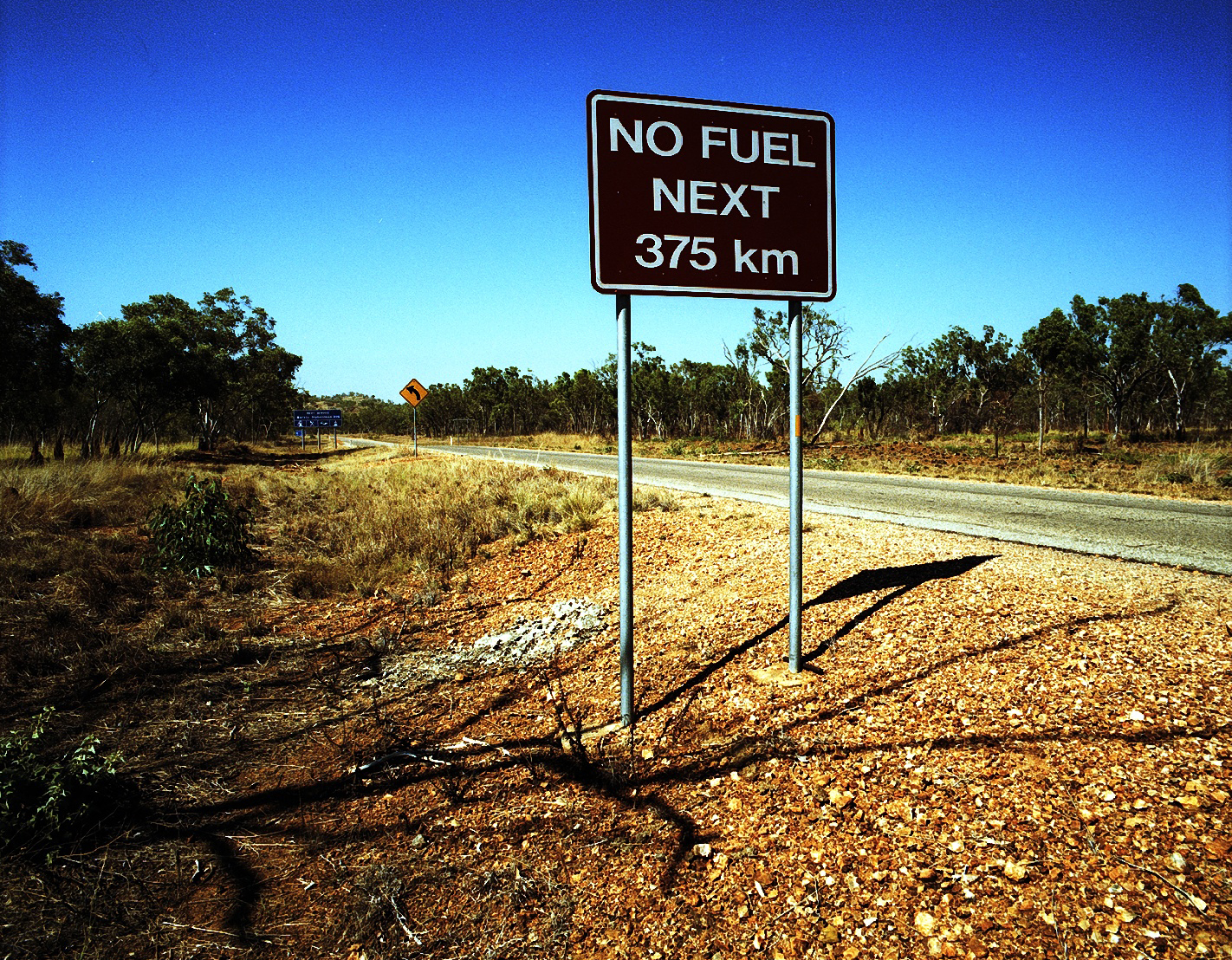
Tablelands Highway

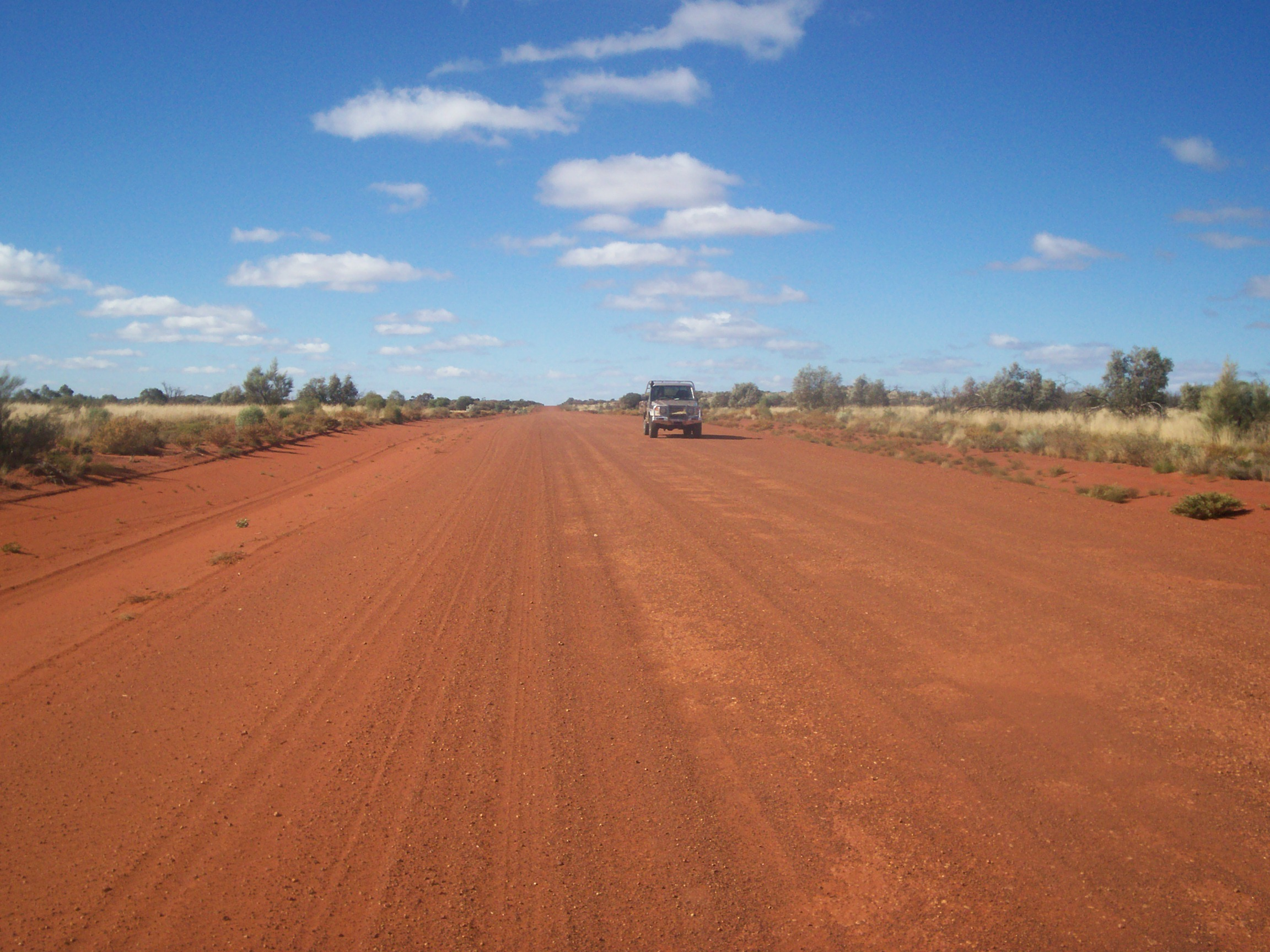
Great Central Road

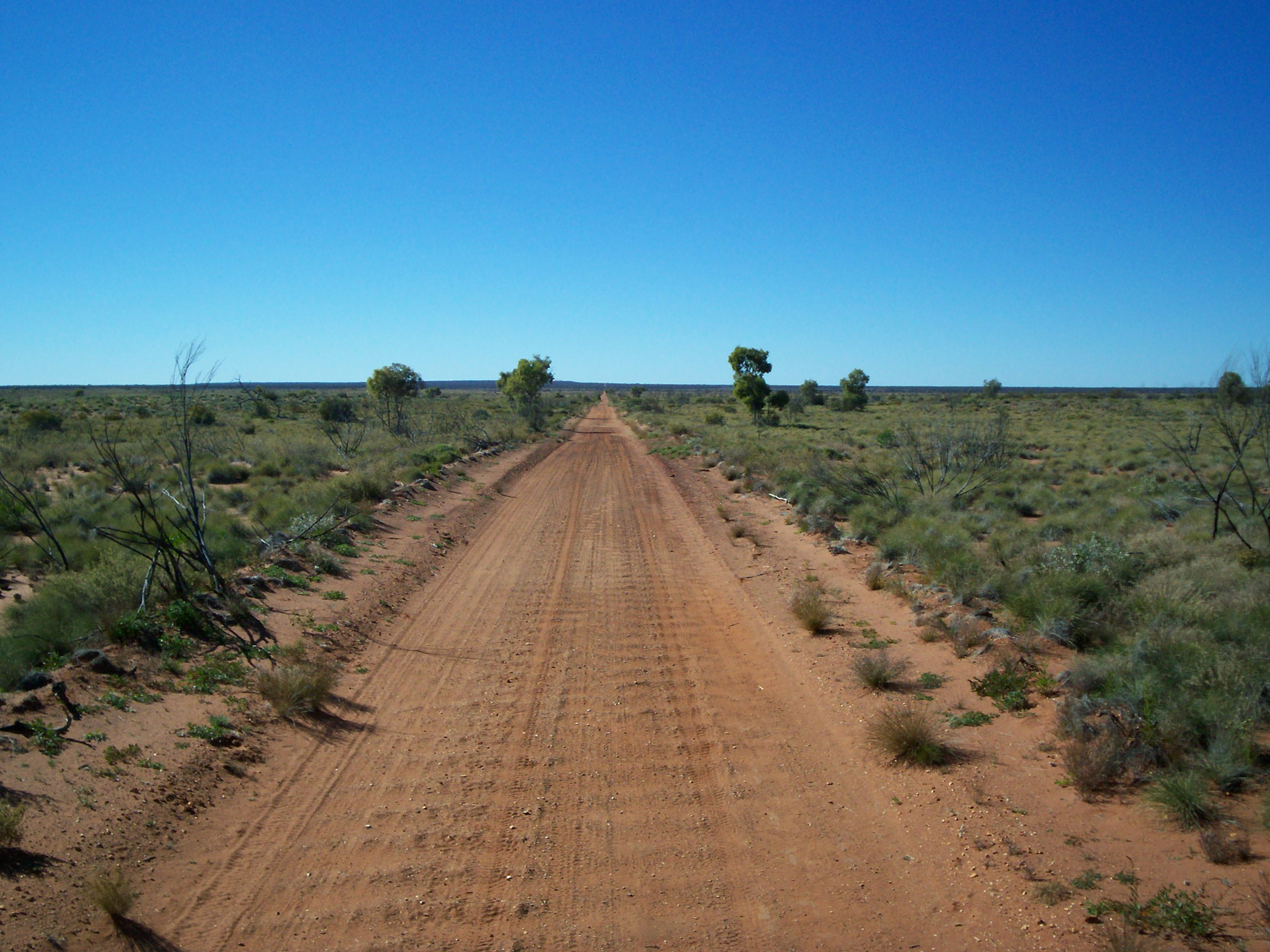
Gunbarrel Highway

Lista dróg w Terytorium Północnym. Terytorium Północne, mimo bardzo małej populacji, posiada dobrą sieć połączeń drogowych. Miasta, większość miejscowości oraz atrakcje turystyczne, połączone są drogami z utwardzoną nawierzchnią. Wszystkie drogi i ich odcinki, posiadają oficjalne nazwy własne i oznaczenia numeryczne.

## Szlak drogowy Highway 1
- Highway 1
  - Victoria Highway
  - Stuart Highway
  - Carpentaria Highway
  - Savannah Way

## Droga krajowa nr 1
- Droga krajowa nr 1 (National Highways)
  - Victoria Highway
  - Stuart Highway
  - Savannah Way

## Victoria Highway
- Victoria Highway (National Highways)

## Droga krajowa nr 66
- Barkly Highway (National Highways)

## Droga krajowa nr 80
- Droga krajowa nr 80
  - Buchanan Highway
  - Duncan Road

## Droga krajowa nr 87
- Stuart Highway (National Highways)

## Droga krajowa nr 96
- Droga krajowa nr 96
  - Buntine Highway
  - Duncan Road

## Drogi stanowe
- Red Centre Way (Szlak turystyczny)
  - Namatjira Drive
  - Luritja Road
  - Larapinta Drive
  - Lasseter Highway
- Droga stanowa nr 2
  - Larapinta Drive
  - Namatjira Drive
- Namatjira Drive
- Luritja Road
- Lasseter Highway
- Tanami Road
- Larapinta Drive
- Ross Highway
- Tablelands Highway
- Plenty Highway
- Sandover Highway
- Droga stanowa nr 16
  - Barkly Stock Route
  - Cresswell Road
  - Calvert Road
- Barkly Stock Route
- Cresswell Road
- Calvert Road
- Roper Highway
- Kakadu Highway
- Dorat Road
- Droga stanowa nr 24
  - Mainoru Road
  - Central Arnhem Road
- Mainoru Road
- Central Arnhem Road
- Daly River Road
- Arnhem Highway

## Drogi pozostałe
- Buchanan Highway
- Duncan Road
- Gunbarrel Highway
- Gary Junction Road
- Great Central Road
- Hodgson River Road
- Red Centre Way
- Sandy Blight Junction Road
- Savannah Way
  - Carpentaria Highway